# 오쿠조촌 (아키타현)
오쿠조촌(大葛村)은 아키타현 기타아키타군에 설치되었던 촌이다. 현재의 오다테시에 해당한다.